# Kanton Colcha
Der Kanton Colcha ist ein Gemeindebezirk im Departamento Cochabamba im südamerikanischen Anden-Staat Bolivien.

## Lage im Nahraum
Der Cantón Colcha ist einer von zwei Kantonen in dem Landkreis (bolivianisch: Municipio) Arque in der Provinz Arque. Der Kanton liegt im westlichen Teil Boliviens, er grenzt im Osten und Norden an den Kanton Arque, im Westen an das Municipio Tacopaya, im Südwesten an die Provinz Bolívar, und im Süden an das Departamento Potosí.
Der Kanton erstreckt sich zwischen etwa 17° 48' und 17° 58' südlicher Breite und 66° 20' und 66° 28' westlicher Länge, er misst von Norden nach Süden bis zu 15 Kilometer, von Westen nach Osten bis zu zehn Kilometer. In dem Kanton gibt es 39 Gemeinden, zentraler Ort ist die Gemeinde Colcha im zentralen nördlichen Teil des Kantons mit 81 Einwohnern, die mittlere Höhe des Kantons ist 3700 m.

## Geographie
Der Kanton Colcha liegt in einem der nördlichen Ausläufer der bolivianischen Cordillera Central. Das Klima ist semi-arid und ein typisches Tageszeitenklima, bei dem die mittleren Temperaturunterschiede zwischen Tag und Nacht deutlicher ausfallen als zwischen den Jahreszeiten.
Die Tallagen des Kantons weisen einen durchschnittlichen Jahresniederschlag von 600 mm und einer Jahresdurchschnittstemperatur von 11 °C auf. Die Trockenzeit dauert von Mai bis September und weist niedrigere Temperaturen auf, ist aber frostfrei. Die Regenzeit dauert von Dezember bis Februar und ist wärmer als der Jahresdurchschnitt (siehe Klimadiagramm Arque).

## Bevölkerung
Die Einwohnerzahl in dem Kanton ist zwischen den letzten beiden publizierten Volkszählungen geringfügig zurückgegangen, Detaildaten für die Volkszählung von 2012 liegen noch nicht vor:
| Jahr | Einwohner | Quelle           |
| ---- | --------- | ---------------- |
| 1992 | 2 604     | Volkszählung     |
| 2001 | 2 493     | Volkszählung     |
| 2012 | .         | noch keine Daten |

## Gliederung
Der Cantón Colcha untergliedert sich in 21 Subkantone (vicecantones).